# Azərpoçt
Azərpoçt est le principal opérateur postal en Azerbaïdjan.
Azərpoçt a été fondée le 23 septembre 1999 par le Ministère de la Communication de l'Azerbaïdjan. Il a remplacé le précédent «Azərpoçt İstehsalat Birliyi» (Union de Production d'Azərpoçt) qui avait été créée après la chute de l'Union soviétique en 1991. Il est devenu l'opérateur postal national en 2004, est aujourd'hui, les activités de Azərpoçt couvrira tous les territoires de l'Azerbaïdjan.
Azərpoçt possède 4 succursales affiliées. Ce sont des centres de tri et d’appui technique, des services de courrier express et de communication spéciale. Il a 71 succursales. Ceux-ci fournissent des services postaux et des services commerciaux aux clients à travers les bureaux de poste. Il y a environ 1500 bureaux de poste de Azərpoçt. Ils sont sous la supervision des branches et fournissent principalement des services postaux.